# Ptilodactyla hulstaerti
Ptilodactyla hulstaerti is een keversoort uit de familie Ptilodactylidae. De wetenschappelijke naam van de soort is voor het eerst geldig gepubliceerd in 1952 door Pic.